# Faust (1994)
Faust (Tsjechisch: Lekce Faust) is een Tsjechische fantasyfilm uit 1994 onder regie van Jan Švankmajer. In de film wordt gebruikgemaakt van stop-motion.

## Verhaal
Faust verkoopt zijn ziel aan de duivel. Nadat hij door een geheimzinnige kaart in een poppentheater is gelokt, komt hij terecht in een vreemde wereld, waar fantasie en werkelijkheid in elkaar overlopen.

## Rolverdeling
| Acteur         | Personage |
| -------------- | --------- |
| Petr Cepek     | Faust     |
| Jan Kraus      | Cornelius |
| Vladimír Kudla | Waldes    |
| Antonín Zacpal | Oude man  |
| Jirí Suchý     | Kašpar    |